# Dobrič
Dobrič (in bulgaro Добрич?; nomi storici: Hacıoğlu Pazarcık, in turco Bazargic, in romeno Tolbuhin durante l'epoca socialista) è una città della Bulgaria nord-orientale di 87 361 abitanti, a 45 km a nord di Varna.
È capitale dell'omonimo distretto (4707 km²; 258.000 abitanti) che si estende nella sezione nord-orientale del paese, al confine con la Romania.

## Etimologia
L'attuale nome è stato attribuito alla città dal governante dobrugiano Dobrotitsa nel XIV secolo, e deriva dalla radice slava dobr, buono.

## Storia
Le prime testimonianze di insediamento nell'area di Dobrič risalgono al periodo tra il IV e il III secolo A.C.. Con il nome latino di Abrittum, la città era parte della provincia romana di Moesia, abbastanza importante per diventare diocesi suffraganea del Metropolita della capitale provinciale Marcianopoli. La diocesi scomparve in seguito, con il sostanziale ritiro del cattolicesimo dalla regione.
Numerose rovine databili rispettivamente tra il II e il IV secolo D.C. e il VIII e XI secolo D.C. testimoniano la continua presenza umana nell'area. Tra questi è stata rinvenuta anche una necropoli pagana bulgara nell'attuale centro della città. Verso la fine dell'XI secolo, l'invasione dei Peceneghi devastò l'interno della Dobrugia, spopolando la zona, nell'epoca del Secondo impero bulgaro.
Nel XVI secolo, in pieno dominio ottomano, la città fu rifondata dal mercante turco Hacıoğlu Pazarcık, e venne ribattezzata con il suo nome per i successivi 200 anni. Secondo le statistiche ottomane del 1646-1650, Hacıoğlu Pazarcık contava oltre 1.000 case, 100 negozi, 3 locande, 3 bagni turchi, 12 moschee e 12 scuole. Tra il XVII e il XIX secolo, la città divenne un importante emporio commerciale, centro artigianale e agricolo, conosciuta per i settori tessile, conciario e alimentare.
All'inizio del XIX secolo, la popolazione della città raggiunse le 12.000 persone, molti dei quali rifugiati in seguito alle numerose guerre russo-turche. Con il risveglio nazionale bulgaro, anche l'aspetto esteriore della città iniziò a mutare. Meno soggetti alla loro condizione di dhimmi, e sempre meno timorosi del dominio turco, i bulgari edificano la prima chiesa ortodossa nel 1843. Il 27 gennaio 1878 la città venne definitivamente liberata dal giogo ottomano, e riacquisì l'antico nome Dobrič nel febbraio 1882.
Con il Trattato di Bucarest del 1913, confermato dal Trattato di Neuilly (1919), la città di Dobrič fu assegnata alla Romania: venne ribattezzata Bazargic, trasformazione del nome turco Hacıoğlu Pazarcık, e assegnata alla Contea di Caliacra (Judeţ Caliacra in romeno). Tale situazione perdurò fino al 1940, anno la Dobrugia tornò alla Bulgaria, con la conseguente scomparsa della Contea di Caliacra e il ritorno della città al nome bulgaro. Durante l'epoca socialista nel XX secolo, la città venne ribattezzata Tolbuhin in onore dell'omonimo maresciallo sovietico che aveva guidato le truppe in Romania e in Bulgaria alla fine della Seconda Guerra mondiale, contribuendo così a legare le sorti del Paese a quelle dell'Unione Sovietica.

Infine, il 19 settembre 1990, un decreto presidenziale restituì alla città l'originario nome di Dobrič, sebbene le targhe automobilistiche riportino ancora oggi per Dobrič la sigla sovietica della città, TX (da ТолбуХин, letto in bulgaro come "TH" da TolbuHin). Inoltre, nonostante il cambio di nome, architettonicamente Dobrič mantiene ancora oggi l'aspetto di una città ex socialista.
Allo scrittore Jordan Jovkov, che visse e insegnò a Dobrič, è dedicato un piccolo ma interessante museo.

## Monumenti e luoghi d'interesse
- Park Sveti Georgi, (Парк " Свети Георги" in bulgaro) è il principale parco cittadino. Al suo interno sono presenti spazi per lo sport, aree giochi, piscine e spazi per passeggiate e svago. E' intitolato a San Giorgio.[3]
- Chiesa di San Giorgio, (Църква Свети Георги in bulgaro)  la più antica chiesa ortodossa di Dobrich.[4]
- Chiesa della Santissima Trinità, (Църква Свeта Троица in bulgaro), situata nel centro della città.[5]
- Complesso "Staria Dobrich", (Етнографиски комплекс "Стария Добрич") - È la ricostruzione di un antico quartiere della città, ora museo e complesso etnografico. Sono presenti tuttora delle attività commerciali che rispecchiano lo stile del XIX secolo come una panetteria molto rinomata o negozi di souvenir come quadri e oggetti tipici di terracotta. Inoltre vi hanno sede piccole attività manifatturiere; ad esempio pellicciai, cappellai, sarti e, maestranza ormai scomparsa, un rilegatore.[6]

## Popolazione
Al 2024, il comune di Dobrič contava 87.361 abitanti. Il numero è in calo rispetto ai valori del periodo 1986-1991, e in particolare rispetto al valore massimo, raggiunto nel 1991, di oltre 110.000 abitanti nella sola area comunale.

### Composizione etnica e religiosa

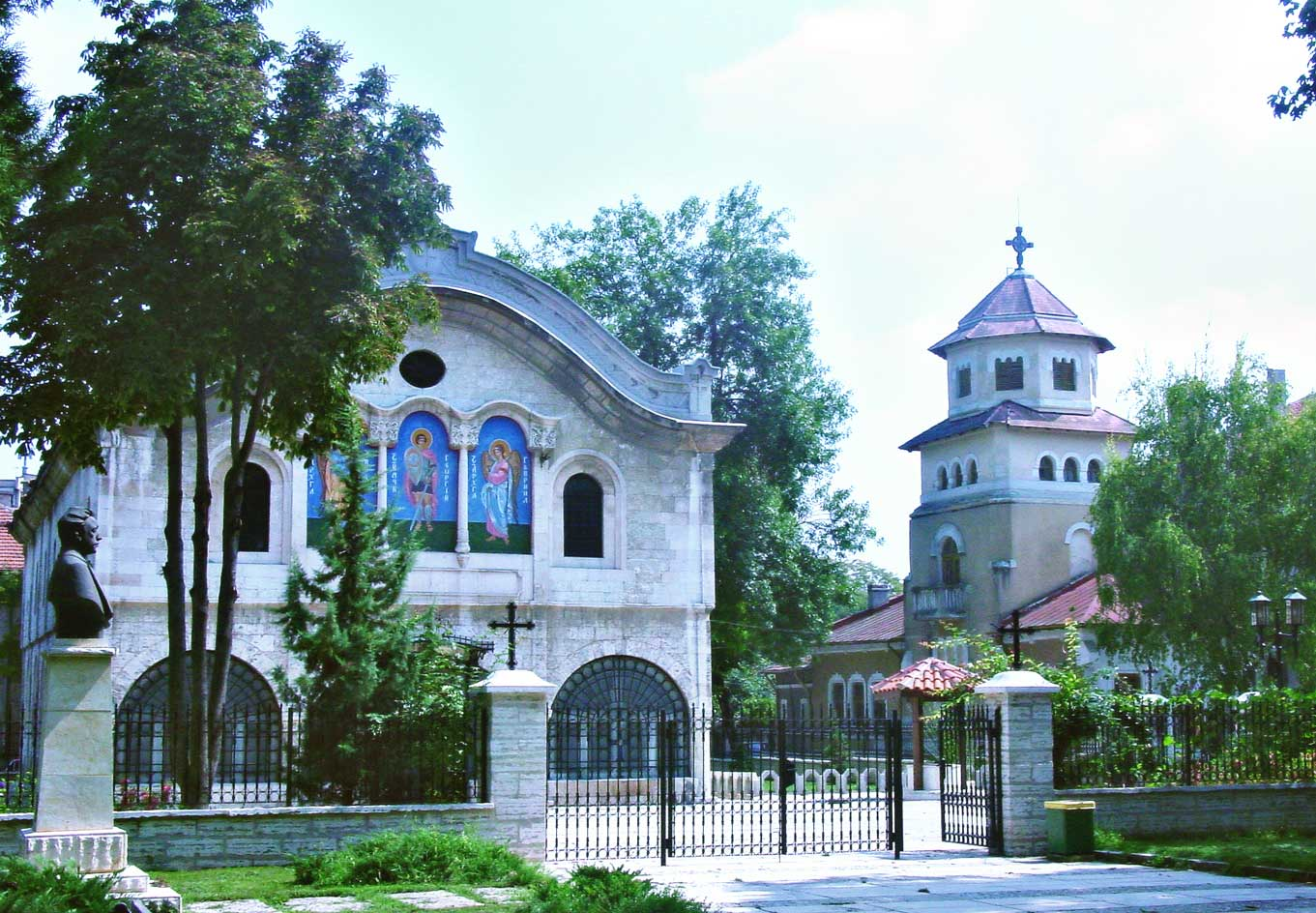
La chiesa di San Giorgio a Dobrič

In accordo con i dati del censimento ufficiale, la composizione etnica di Dobrič è la seguente:
- 87,5% bulgari
- 8,1% turchi
- 2,9% rom
- 0,5% altri
- 0,8% non definibili
- 7,5% non dichiarati

Le professioni religiose si dividono tra:
- 86% ortodossi
- 10% musulmani
- 4% non religioso, altro

La più antica chiesa di Dobrič è quella di San Giorgio, situata nel centro della città. Venne costruita nel 1864, in pieno risveglio nazionale, sulle rovine della più antica chiesa del 1843, bruciata durante la Guerra di Crimea, insieme ad alcuni quartieri della parte bassa della città.

## Amministrazione

### Gemellaggi
- Costanza[8]
- Ferrara, dal 1998

## Infrastrutture e trasporti
L'aeroporto più vicino è quello di Varna (a 44 km), che collega il Nord-est della Bulgaria con la capitale Sofia e diverse destinazioni internazionali. A nord della città è presente una base aerea militare, a pista singola in calcestruzzo, ora inutilizzata. Il paese dispone di due stazioni ferroviarie, Dobrich e Dobrich-Sever (Dobrich-Nord). La prima ha collegamenti diretti con Varna e con Sofia, la seconda invece fa parte di una rete regionale. La città dispone dispone di un sistema di trasporto urbano, le linee sono operate da autobus.